# Philip Wicksteed

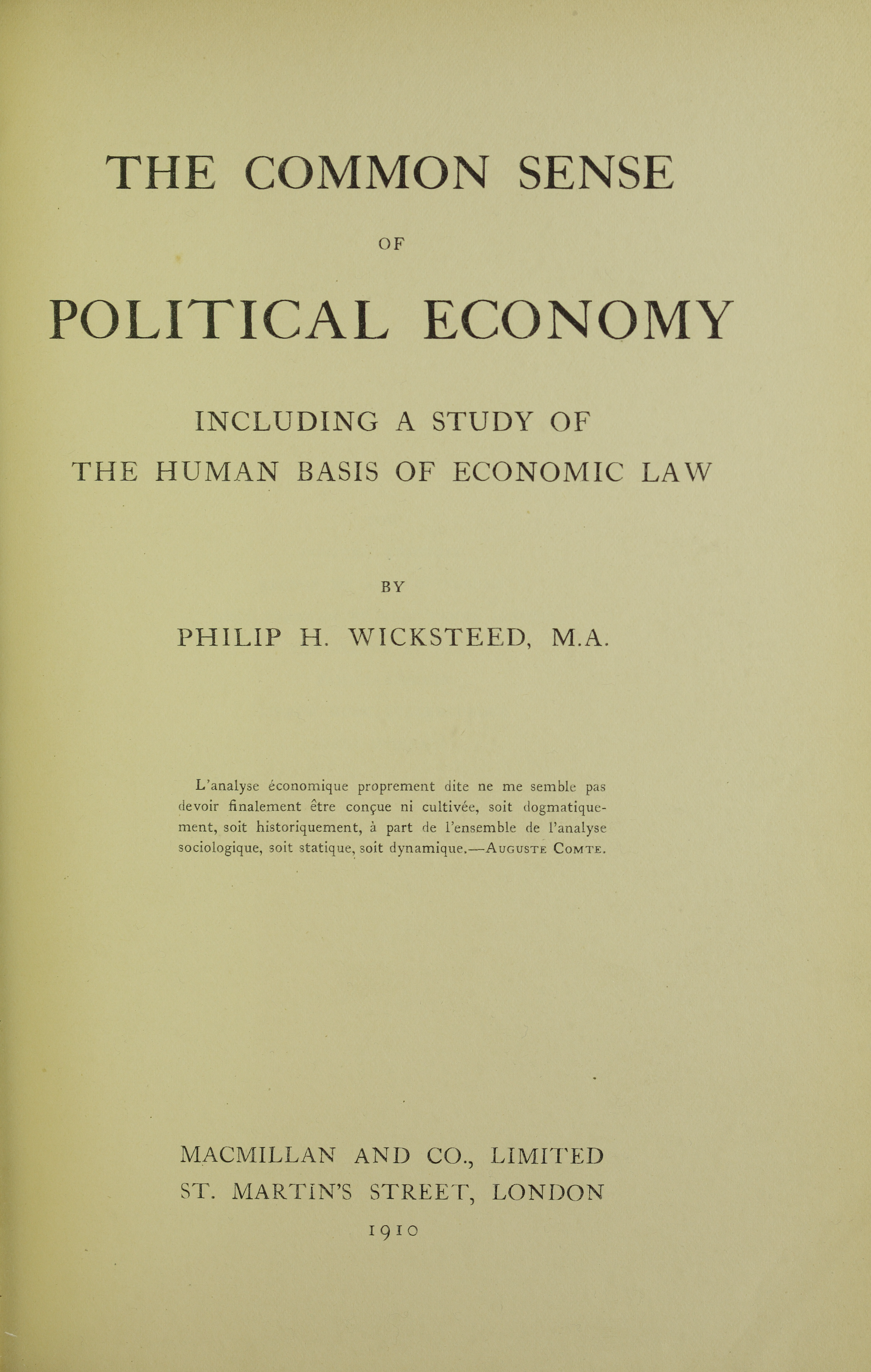
Common sense of political economy including a study of the human basis of economic law, 1910

Philip Henry Wicksteed (1844-1927) est un économiste anglais appartenant au courant marginaliste.

## Théories

### L'Utilité marginale décroissante dans la formation de l'équilibre
« En augmentant notre offre d'un bien quelconque, nous réduisons son utilité marginale et faisons baisser le prix d'une unité supplémentaire dans notre échelle de préférences; et les unités additionnelles offertes la feront baisser autant que vous le désirez. Ainsi quel que soit le prix d'une marchandise qu'une ménagère trouve sur le marché, elle l’achètera aussi longtemps que son utilité marginale est à ses yeux supérieure à son prix. Mais le fait même d'en disposer en quantité de plus en plus importante réduit son utilité marginale, et plus elle achète, plus celle-ci décroit. le montant nécessaire pour que l'utilité marginale coïncide avec le prix du marché détermine le montant de ses achats. » (extrait de Common Sense of Political Economy)

### La productivité marginale dans l'allocation optimale des facteurs
La bonne allocation des facteurs en économie concurrentielle est celle qui :
- égalise les différentes productivités marginales
- fait en sorte que chacun des facteurs est rémunéré selon le niveau de sa productivité marginale.

## Ouvrages principaux
- An Essay on the Co-ordination of the Laws of Distribution, paru en 1894,
- Common sense of Political Economy, paru en 1910, à propos duquel Lionel Robbins déclare[1] :

« C'est l'exposé non mathématique le plus exhaustif des complexités techniques et philosophiques de ce qu'on appelle la théorie marginale en Économie pure ».